# Бенц Патент Моторваген
Benz Patent-Motorwagen („Патентованият автомобил на Бенц“) е първият произведен автомобил от Карл Бенц и също е първият произведен автомобил в света.

## История
Автомобилът получава патент номер DRP-37435 „Автомобил, работещ на бензин“ от 2 ноември 1886 г. Заявката е от 29 януари 1886 г. и съгласно официалната процедура, това е приоритетната дата на изобретението.
 Benz Patent-Motorwagen се продава предимно в Европа, има един брой, изнесен за САЩ.
Бенц представя своето изобретение пред обществеността на 3 юли 1886 г., като неговият Benz Patent-Motorwagen модел №1 преминава по ул. Рингщрасе в Манхайм, каран от сина му Ойген.
През 1887 г. Карл Бенц прави техническа модификация на превозното средство, като създава модел №2. През 1888 г. започва официалната продажба на автомобила. Модел №3 е създаден през 1889 г. и е представен на Световното изложение в Париж.
През 1894 г. Бенц пуска нова версия на автомобила, този път с четири колела, и го нарича Benz Velo.
През 1906 г., в чест на 20-годишнината от неговото изобретение, Карл Бенц предава колата си в градския музей в Мюнхен, Германия. Тя е поставена в стъклена витрина в транспортния отдел на музея.
През 1936 г., във връзка с 50-годишния юбилей на първия автомобил, са изработени три копия-реплики на автомобила на Бенц, които постъпват съответно в музея на Mercedes-Benz, в Техническия музей във Виена и в Музея на транспорта в Дрезден.

## Производство
За цялото време на производство (от 1886 до 1893 г.) от Benz Patent-Motorwagen са произведени 25 екземпляра.